# Siberische kat
De Siberische kat (formele naam: Siberische boskat), ook wel afgekort naar Sibeer, is ontstaan uit een fokprogramma van een selectie katten van een eeuwenoud landras onder de huiskat, dat tot stand was gekomen in de dichtbeboste gebieden van de Russische regio Siberië. Tevens is de Sibeer het nationale kattenras van Rusland.
De Siberische kat wordt vanaf de jaren 1980 erkend als officieel kattenras binnen de (inter)nationale verenigingen voor raskatten, en zodoende selectief gefokt onder een stamboek. De Neva Masquerade is de colorpoint-versie van de Siberische kat, welke een gemaskerde point-aftekening heeft in de vacht. Door verschillende rasorganisaties, waaronder de Europese FIFe, wordt de Neva Masquerade beschouwd als een apart kattenras.
De Siberische kat heeft qua uiterlijk veel van andere forse, langharige kattenrassen, zoals de Noorse boskat, Maine Coon en Ragdoll.

## Ontstaan
De Siberische kat is door mensen gefokt rond het uiteenvallen van de Sovjet-Unie uit een grote selectie katten van een eeuwenoud en natuurlijk landras. Dit landras was door de eeuwen heen op een natuurlijke manier, of met minimale menselijke bemoeienis, ontstaan uit paringen van wilde en gedomesticeerde kattensoorten tot een bepaald fenotype. Door de grote genenpool en jaren aan natuurlijke paring is het een relatief gezond kattenras. Katten met vergelijkbaar uiterlijk leven al minstens 1000 jaar in de dichtbeboste gebieden van Siberië in Rusland.
De Sibeer vertoont een sterke gelijkenis met het andere oeroude boskattenras, de Noorse boskat, waarmee het vermoedelijk nauw verwant is. Maar vanwege de uitgestrektheid van Rusland en het millennialange bestaan van de beide landrassen is het moeilijk betrouwbare informatie over de herkomst en verwantschap te verkrijgen. Wilde katten houden zich niet aan landsgrenzen, en met een van de langste landsgrenzen ter wereld is het makkelijk voor te stellen dat "vreemd" wild of gedomesticeerd kattenbloed van tijd tot tijd zijn intrede heeft gedaan. Nochtans kent dit ras een redelijk vaststaand uiterlijk.

## Rasstandaard
De Siberische kat is na zijn introductie buiten Rusland vanaf de jaren 1980 erkend als officieel kattenras binnen de (inter)nationale organisaties voor raskatten. Binnen deze rasorganisaties is voor het ras een aantal kenmerkende punten opgesteld tot een rasstandaard. De organisaties categoriseren de Siberische kat met de code [SIB] en voor de Neva Masquerade wordt [NEM] gebruikt. Net als bij alle andere raskatten geldt dat een kat alleen een Siberische kat is als deze met stamboek is geregistreerd bij minstens een van de officiële kattenstamboekverenigingen, oftewel een bekende, erkende en pure "stamboom" heeft. De veel gebruikte termen "halve Sibeer" of "Siberische-mix" zijn dan ook per definitie foutief.

## Karakter
De energieke Sibeer heeft een avontuurlijk en speels karakter. Het ras staat bekend als de hond onder de katten, vanwege zijn aanhankelijke en loyale persoonlijkheid. Dit intelligente ras leert makkelijk en staat zelfs bekend om hun vermogen tot het leren van het "honden"-spel apporteren. Ze zijn erg sociaal en bemoeien zich het liefst met alle activiteiten in een huishouden. Siberen zijn erg gefascineerd door water en vinden het dan ook niet erg om een beetje nat te worden, aangezien hun bovenvacht waterafstotend is.

## Lichaam

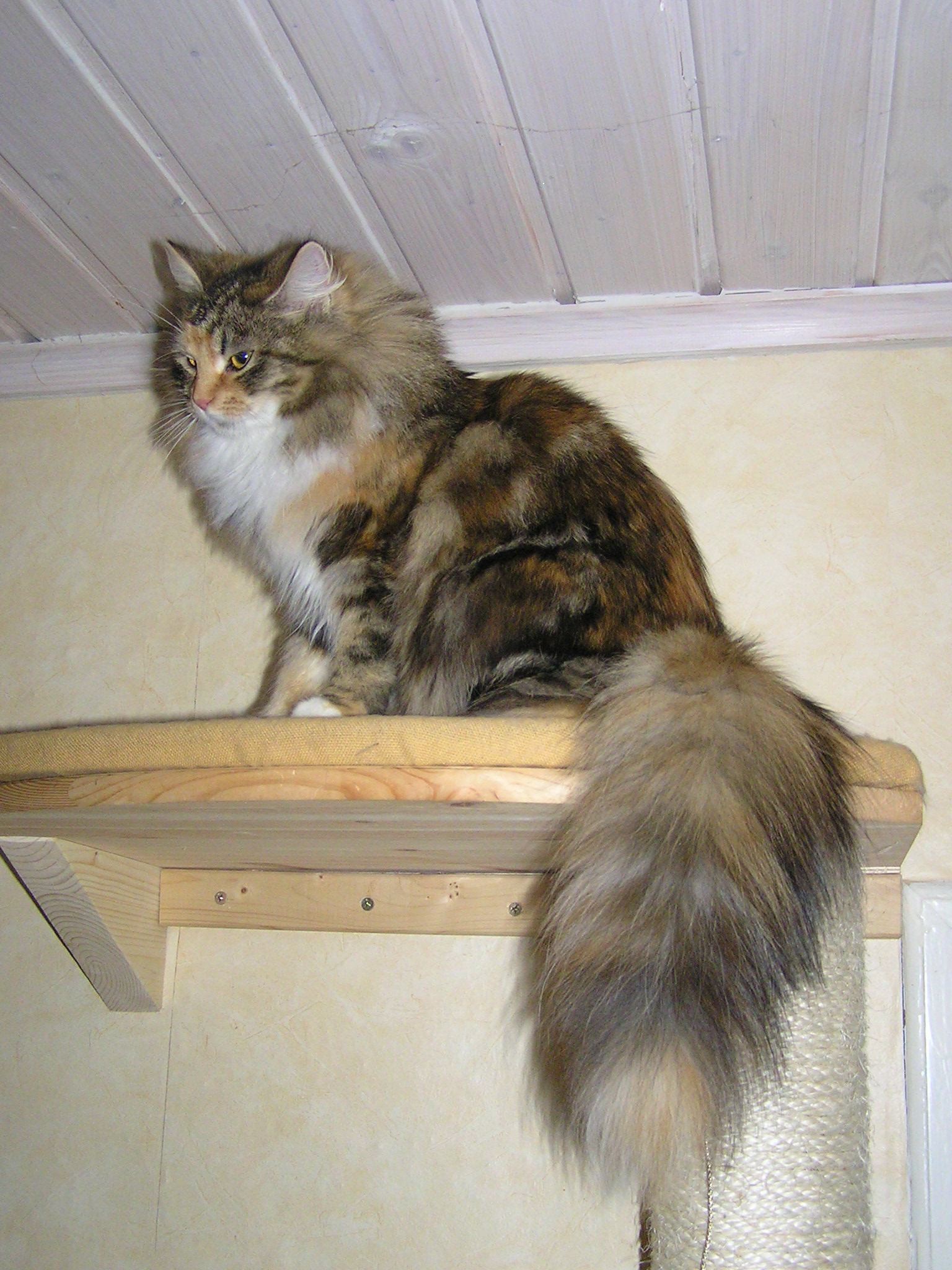
Eénjarige lapjeskat

De Sibeer is een vrij groot kattenras, welke wordt gekenmerkt door zijn zware botstructuur en forse, gespierde lichaam. De stand van het lichaam doet denken aan die van de buldog. De algemene impressie die de lichaamsvormen geven is die van rondheid en cirkels.
De flinke torso is tonvormig. De dikke pluimstaart is korter in lengte dan de lengte van de torso met kop. De forse ronde voeten hebben lange haarflossen tussen de tenen, welke bij katten sneeuwschoenen worden genoemd. De poten zijn relatief kort en de achterpoten zijn langer dan de voorpoten, waardoor een lichte boog ontstaat in de ruglijn. Door deze vorm en de kracht van de sterke achterpoten zijn de Siberen ongelofelijk behendig en in staat exceptioneel hoog te springen.

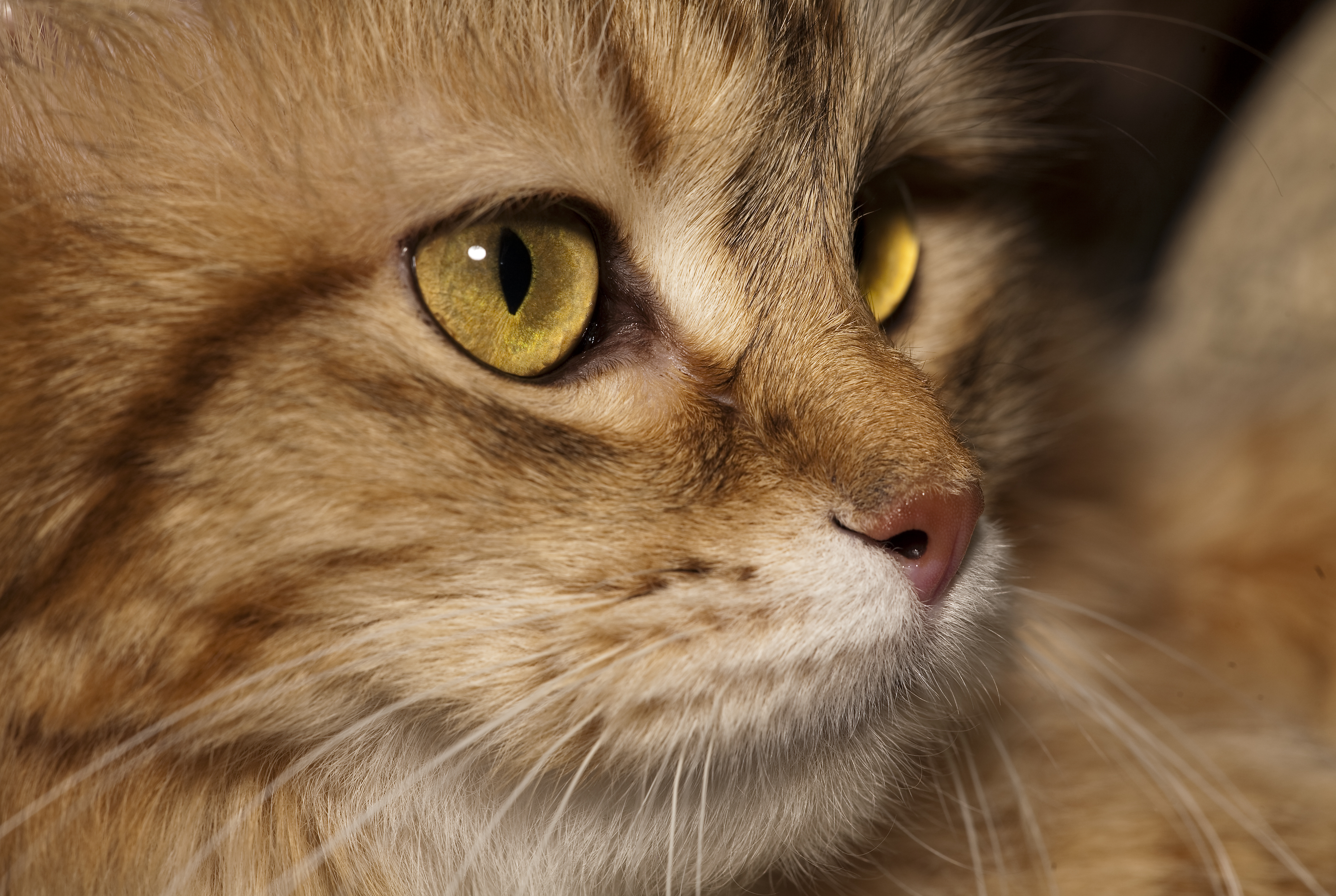
Gezichtsprofiel van de Sibeer

De oren zijn afgerond aan de toppen en de ruimte tussen de oren bedraagt een oor. De grote, ronde ogen geven het Siberen-gezicht in zijn algeheel een lieflijke indruk.
Het Siberen-ras ontwikkelt zich erg traag, waardoor ze pas rond de leeftijd van een jaar of vijf volledig zijn uitgegroeid. Dit geldt voor de groei in de grootte, het gewicht en de vacht. Vrouwelijke Siberische poezen zijn aanzienlijk kleiner dan de mannelijke katers.

## Vacht
Het Russische Siberië kent een van de koudst bewoonbare plaatsen op aarde, Ojmjakon, waar de temperatuur schommelt tussen de −70°C in de winter en tot boven de 30°C kan komen in de zomer. De vacht van de Siberische kat moet dan ook volkomen in orde zijn. Een te lange vacht kan niet op de natuurlijke manier schoongehouden worden, en een te korte vacht beschermt niet voldoende tegen de arctische kou. De vacht bestaat uit drie dichtbepakte lagen van halflang tot lang haar met een waterafstotende bovenvacht. De vacht aan de onderkant van de kat (buik) en achterkant van de achterpoten bestaat alleen uit wollige ondervacht. Een volle langharige kraag, dikke pluizenstaart en sneeuwschoenen zijn typisch voor Siberen. De zomervacht is beduidend korter dan de wintervacht.

## Kleur

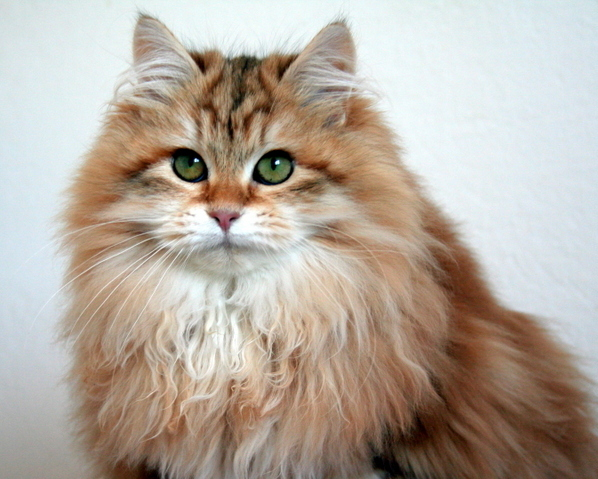
"Sunshine"-kleurige vacht

Alle traditionele Westerse kleuren en patronen zijn toegestaan bij Siberen, met of zonder wit. Zo zijn de cyperaftekening, schildpad (incl. lapjeskat) en effen (éénkleurig) allemaal genetisch mogelijk inclusief de combinatie met zilver en/of goud. Alhoewel, de zwarte makreel cyperaftekening over het algemeen het vaakst voorkomt.
De Westerse kleuren zijn; wit, zwart, blauw, rood en crème. De Oosterse kleuren zijn chocolade (Engels: chocolate), lila (Engels: lilac), kaneel (Engels: cinnamon) en beige of zandkleur (Engels: fawn). Deze komen niet van nature voor in dit Westerse ras en zijn niet toegestaan binnen de rasstandaarden van de grote verenigingen. Sommige verenigingen staan daarnaast ook de dubbele verdunningen (karamel en abrikoos) niet toe in het ras. Het colorpoint-patroon van de Neva Masquerade is geen Westers vachtpatroon, maar Oosters. Deze is wel toegestaan bij de Neva Masquerade.
Bij dit ras komt zelfs een zeldzame gouden kleur voor, genaamd "sunshine", en de "bimetallic" variant (goud en zilver), genaamd "silver sunshine". Deze goudtint wordt veroorzaakt door het CORIN-gen. De allel wordt alleen gevonden in dit ras, maar de gouden kleuren bij de gouden tijger en Brits korthaar worden ook gevonden op dezelfde brede band-locus (wb, Engels: wide band).

### Effen-wit

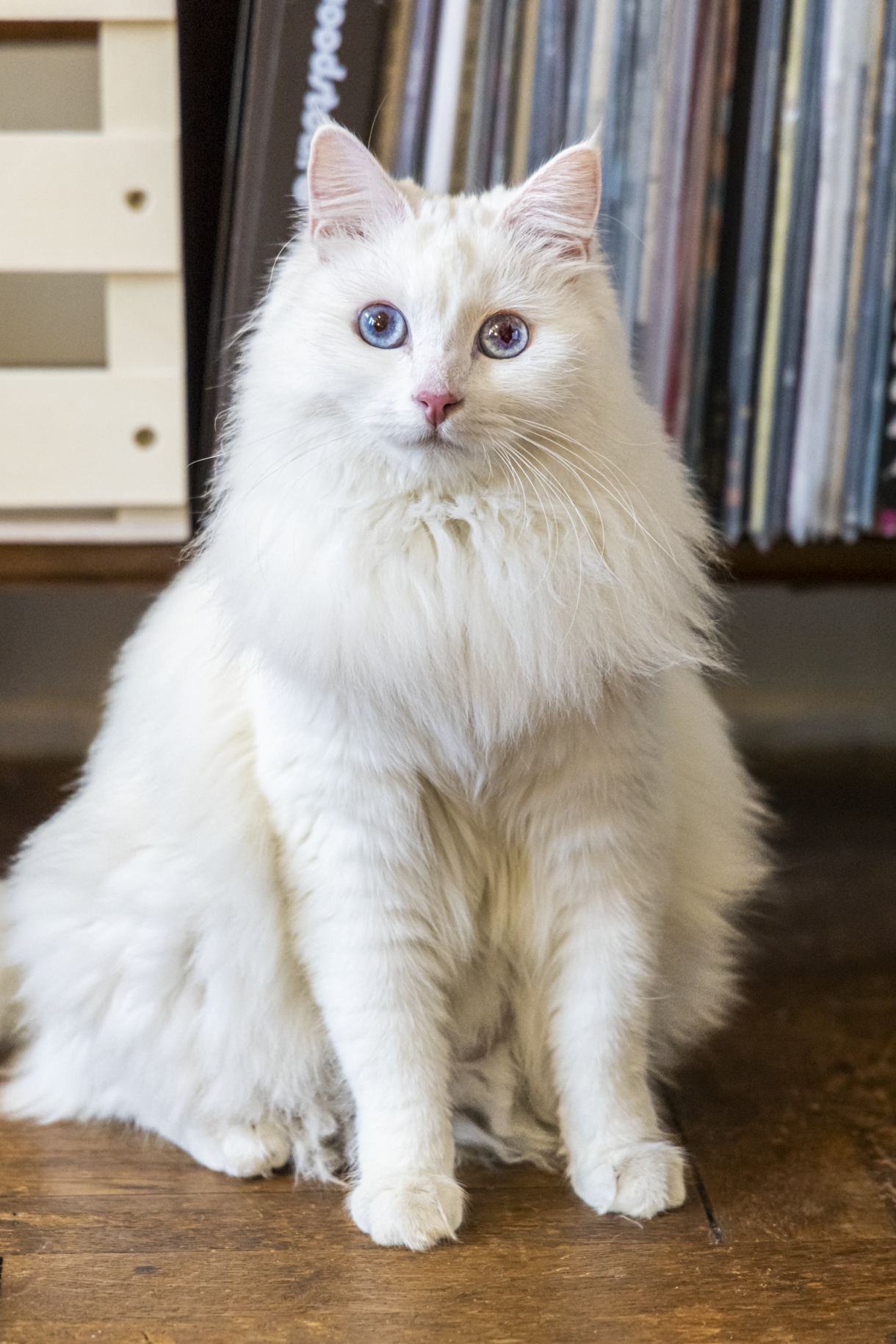
Eénjarig effen-wit poesje met volle kraag

Effen-wit (eenkleurig) valt onder de traditionele kleuren van de Siberische kat en niet onder de colorpoint Neva Masquerade, omdat deze katten niet de Siamese colorpoint-markeringen dragen. Effen-witte Siberische katten kunnen ook blauwe ogen hebben, maar dit wordt veroorzaakt door een gebrek aan melaninepigment en niet door het Siamese colorpoint-gen. De effen-witte kleur en blauwe ogen is namelijk een vorm van albinisme en wordt onder katten als westerse kleur beschouwd.

## Neva Masquerade

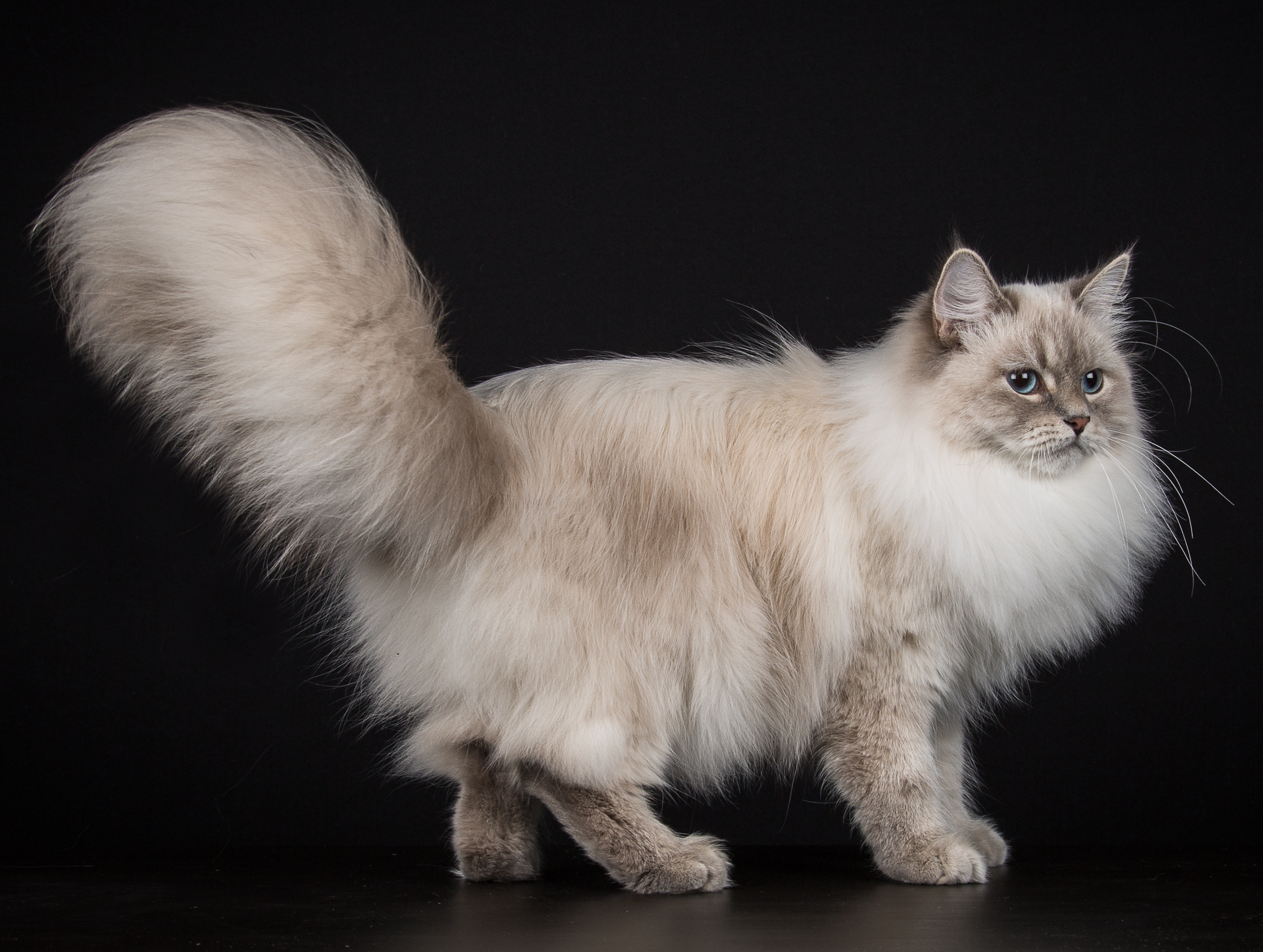
Blauwe kleurpunt Neva Masquerade

De variant met een kleurpunt of bonte kleurpunt aftekening wordt ook wel Neva Masquerade (maskerade van de Neva) genoemd, naar de rivier de Neva nabij Sint-Petersburg waar deze mogelijk vandaan komen en vanwege het masker dat ze lijken te dragen. De kleuren van deze gemaskerde Neva Masquerade-katten zijn erg variërend, maar seal (zwart) is het meest voorkomend. De katten zijn hoofdzakelijk licht gekleurd met donker gekleurde extremiteiten (gezicht, oren, voeten, staart en scrotum) en hebben blauwe ogen, maar soms heeft ook de rest van het lichaam een donkerdere grondkleur. Deze aftekening wordt gecreëerd door hetzelfde kleurpunt-gen, welke zorgt voor de typische punt-kleuring bij de Siamees.
De Neva Masquerade is een onderwerp van grote discussie binnen de rasverenigingen, fokkers en liefhebbers van de Siberische kat. Sommige rasverenigingen accepteren de kleurpuntvariant bij Siberische katten als een natuurlijke kleurvariëteit, zoals CFA en TICA. Daarentegen beschouwen bijvoorbeeld FIFe, WCF en ACF dit patroon bij de Siberische kat als onnatuurlijk en beschouwen de kleurpunt-katten als apart zusterras, de Neva Masquerade. Het kleurpunt-gen was namelijk niet aanwezig in de traditionele, eeuwenoude bloedlijnen van de Sibeer, maar is er decennia geleden in gekruist door middel van (on)opzettelijke kruising tussen dragers van het Siamese kleurpunt-gen en traditionele Siberische katten. Om deze reden wordt de Neva Masquerade door sommigen als een bedreiging van het oeroude Siberische ras beschouwd en kruizen tussen de twee niet geaccepteerd. Qua innerlijk zijn de twee varianten wel voor een groot deel gelijk.

## Gezondheid

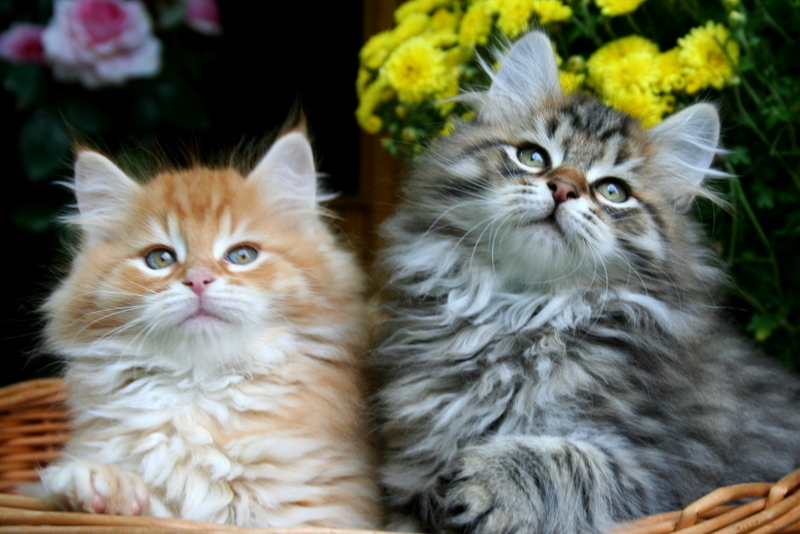
Twee kittens met een cyper aftekening

De Sibeer is een oeroud, natuurlijk ontwikkeld landras welke pas vanaf eind jaren 80 door menselijke inbreng selectief is gefokt onder stamboeken, waardoor het een relatief gezond kattenras is.
In een Zweedse studie met bijna 550.000 katten van 18 verschillende kattenrassen en huiskatten zonder stamboek werden de gezondheidsrisico's van de katten vergeleken op basis van 24 diagnostische categorieën. Het mag geen verrassing zijn dat blessures de belangrijkste oorzaak zijn van morbiditeit in het atletische, energieke en avontuurlijke Siberische ras. De Sibeer scoort zelfs het hoogste op blessurerisico van alle raszuivere katten. Terwijl hij samen met de Ragdoll het laagst scoort op algehele gezondheidsrisico's, hiermee is de Sibeer een relatief gezond kattenras. Verder scoorden Siberen significant lager in vergelijking met andere rassen op gezondheidsrisico in 11 van de 24 diagnostische categorieën, waaronder neoplasie, endocriene, oor en neurologische ziekten. Afgezien van blessures, komen locomotie en vrouwelijke voortplantingsgerelateerde aandoeningen vaker voor bij de Siberische kat dan bij de andere kattenrassen.

## Kattenallergie
De Sibeer is een populair ras onder baasjes met een kattenallergie. Hoewel het niet wetenschappelijk bewezen is, wordt vaak aangenomen dat de kat hypoallergeen is, omdat het kattenras een lager dan gemiddeld proteïne Fel d 1 aanmaakt. Fel d 1 is een van de allergenen die een allergische reactie kan veroorzaken bij mensen met een kattenallergie. Het ras als geheel maakt minder van deze allergenen aan, maar bij de aanschaf van dit ras door baasjes met een kattenallergie moet rekening worden gehouden dat elke kat anders is en een lagere waarde niet gelijk staat aan géén aanmaak van het allergeen. Daarnaast bestaan er nog meer allergenen, naast de Fel d 1, welke een allergische reactie voor katten kunnen veroorzaken. Oftewel, men moet rekening houden met het feit dat er geen "anti-allergie katten" bestaan.

## Galerij

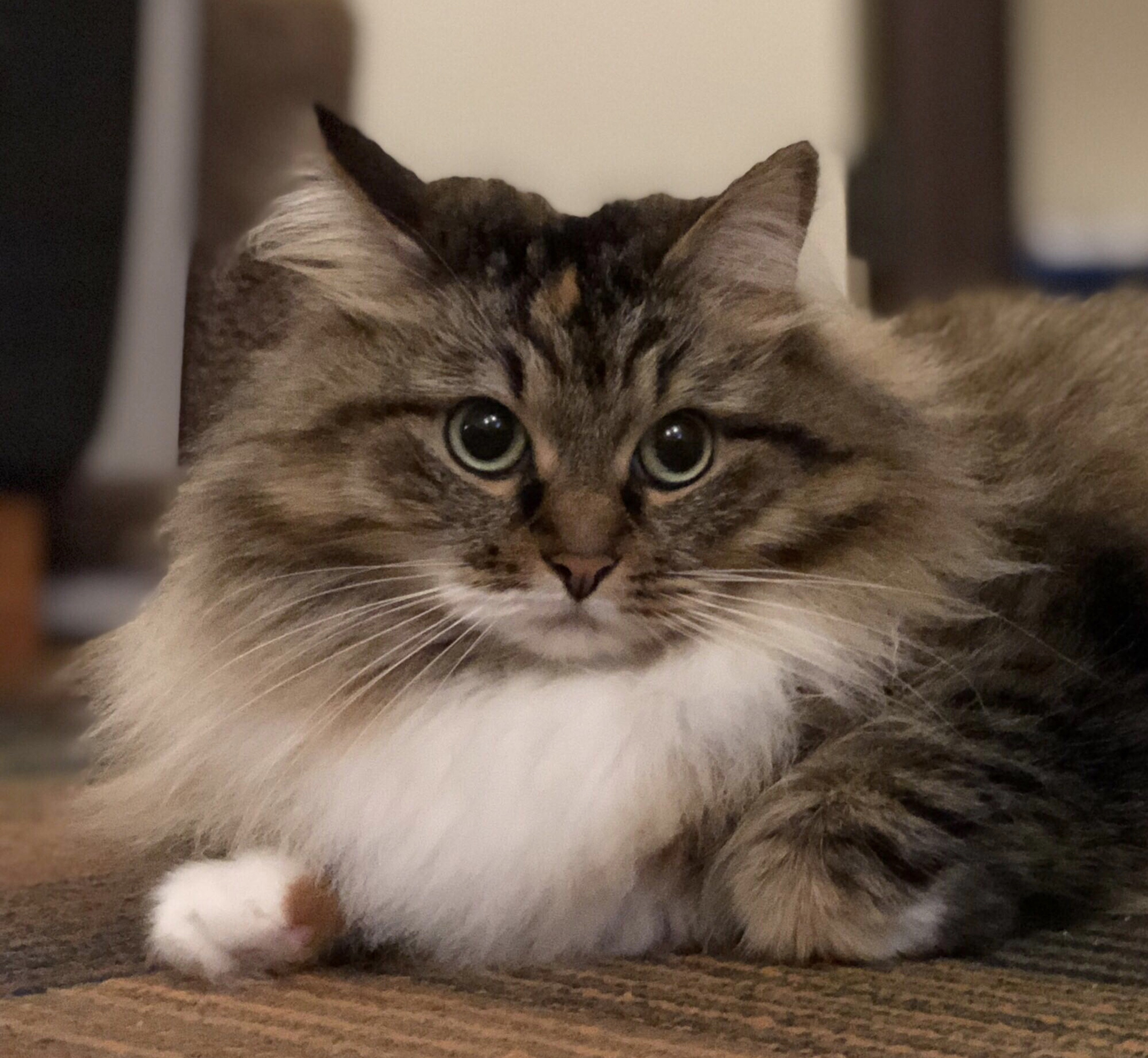
3 jaar oude zwarte cypers schildpad en wit (cypers lapjes) poes
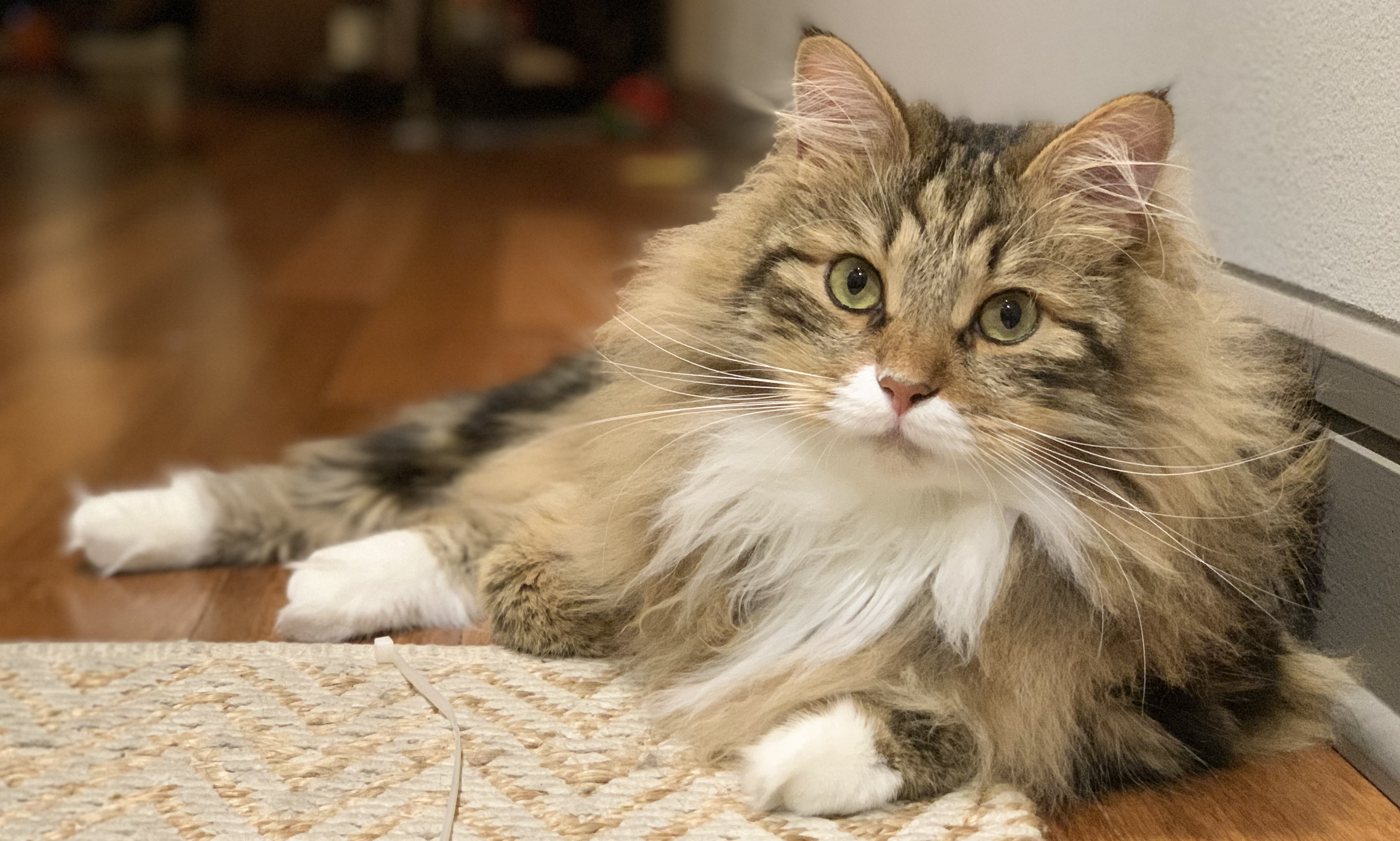
Zwarte cyper en witte volwassen kat
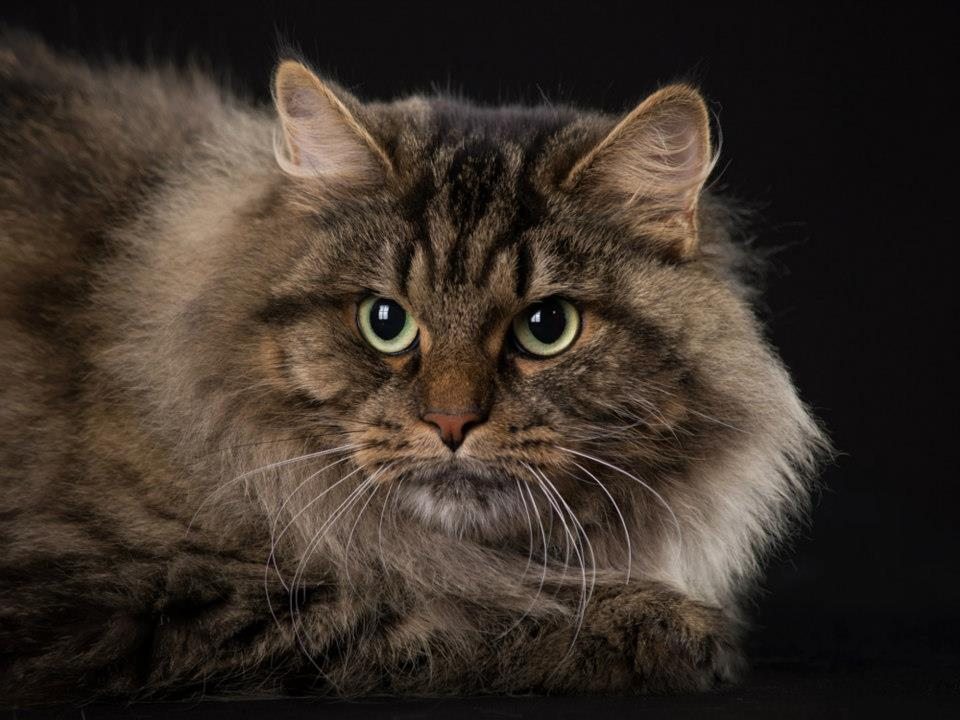
Volwassen zwarte cyper kater
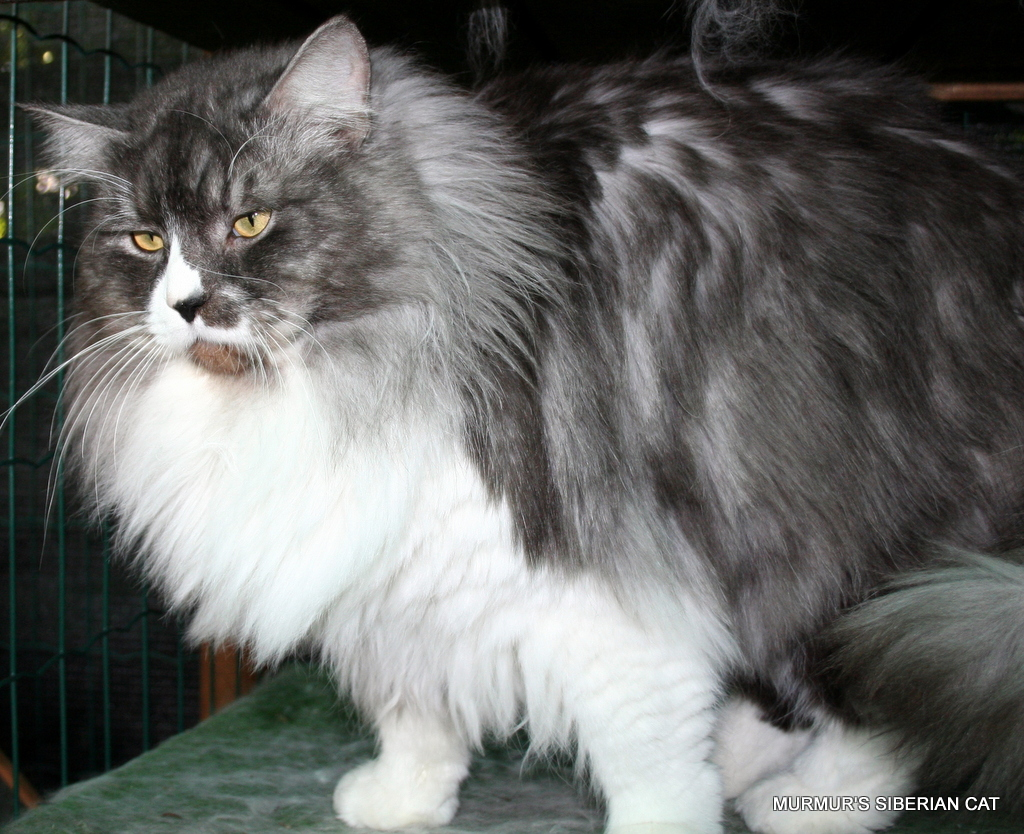
Zwart-rookkleur en witte kater
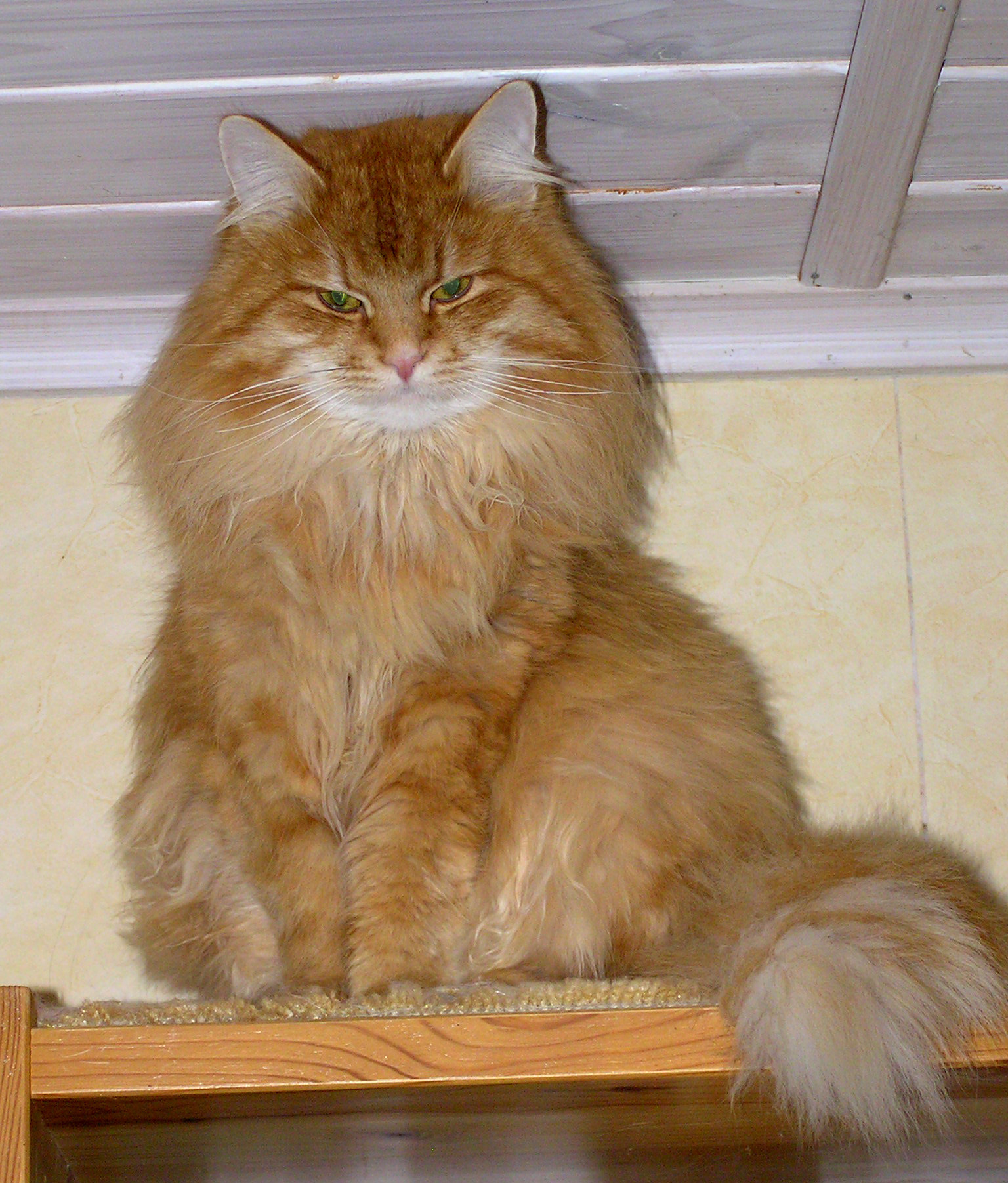
Rode cyper kater in wintervacht
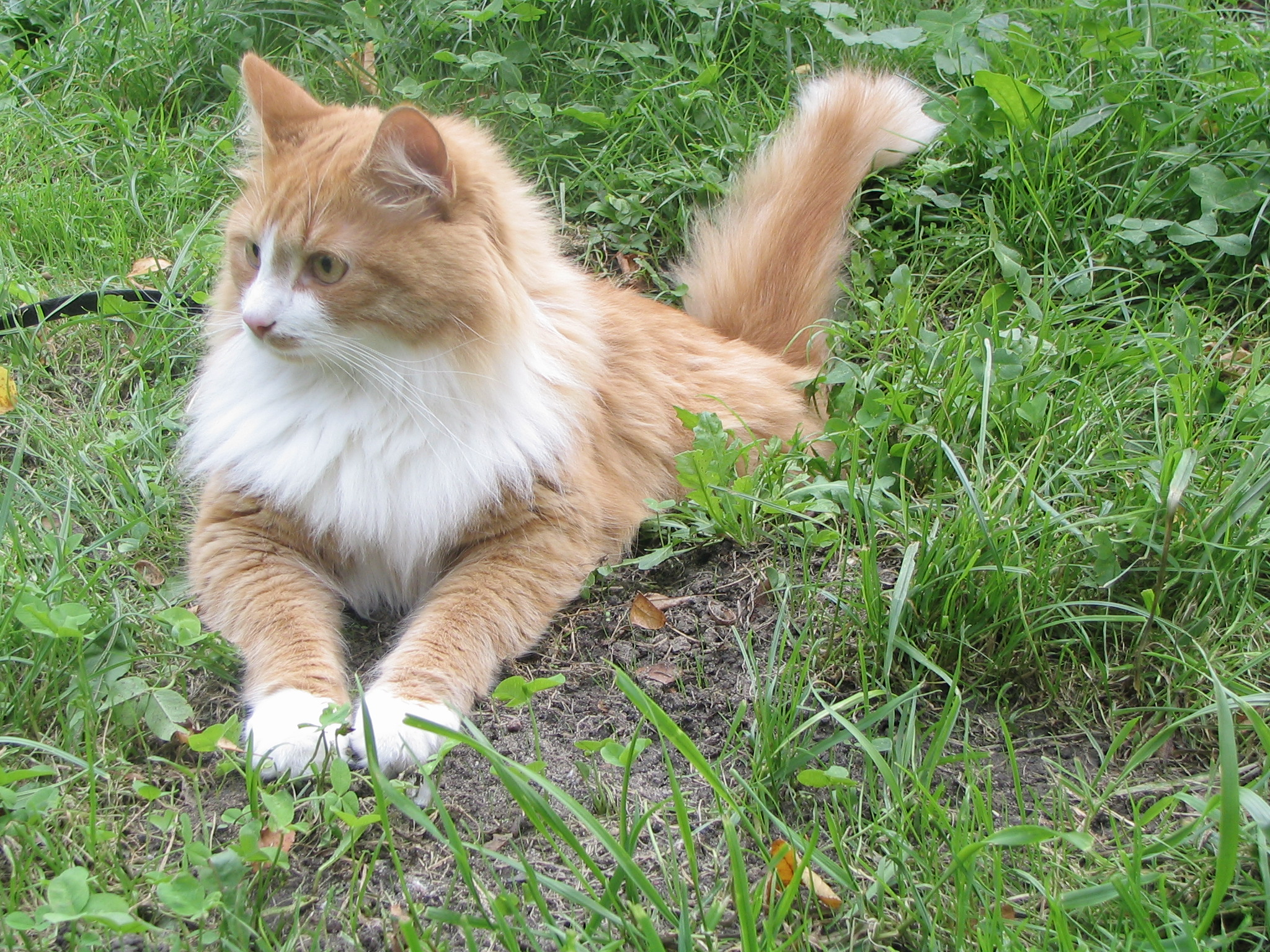
Volwassen rood met witte kater
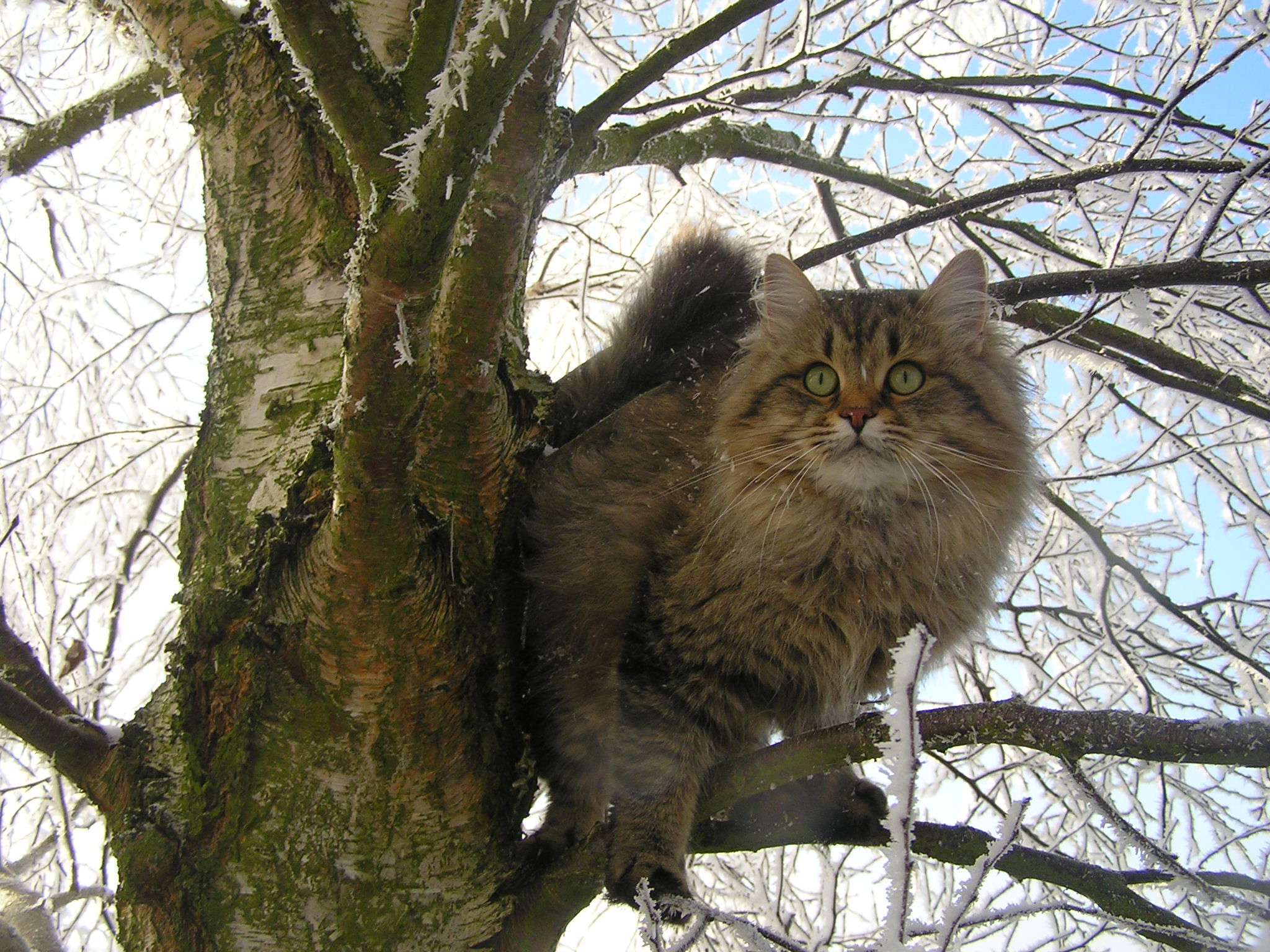
Zwarte cyper kater in een boom
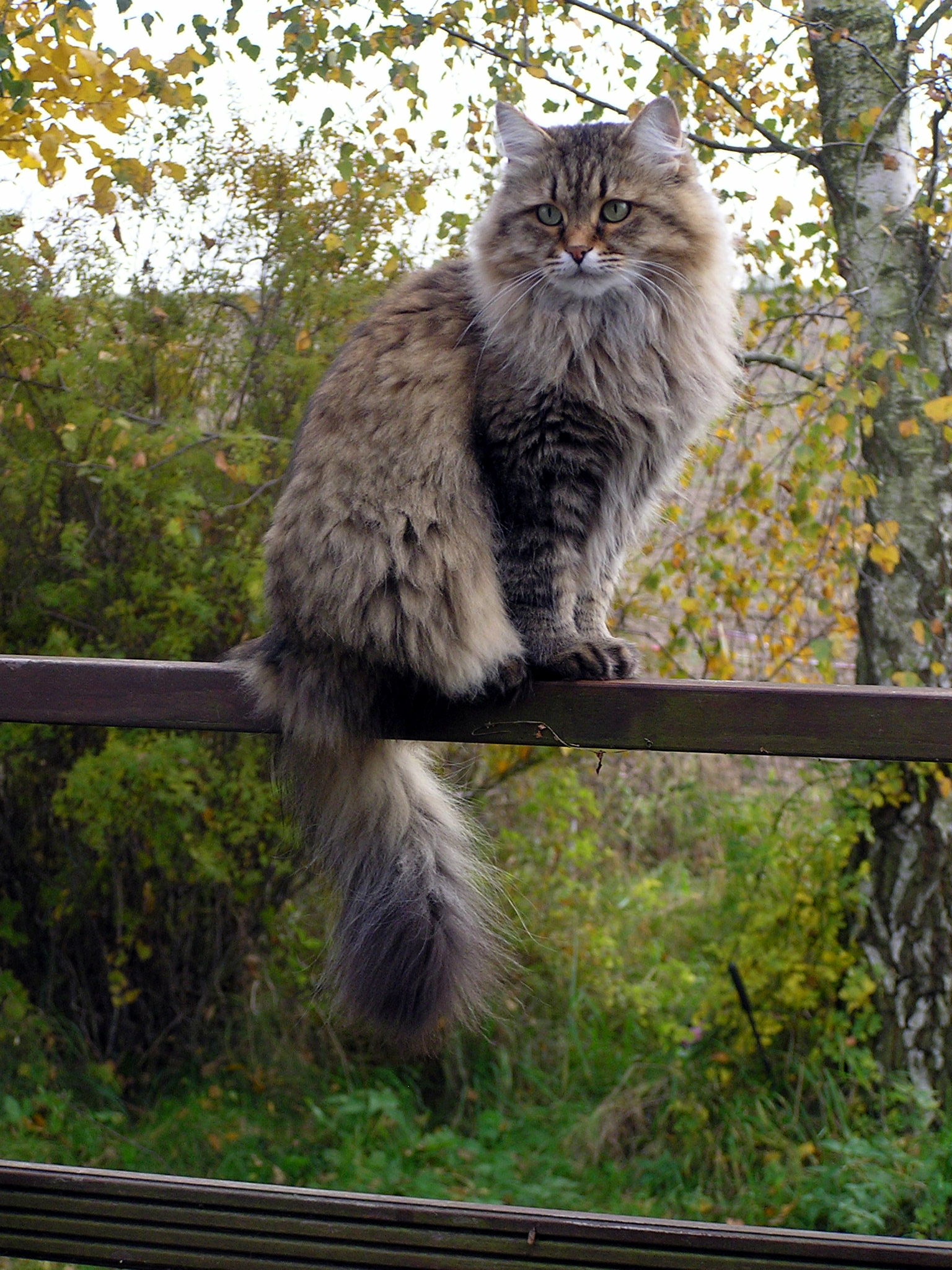
Zwarte cyper kater in zomervacht
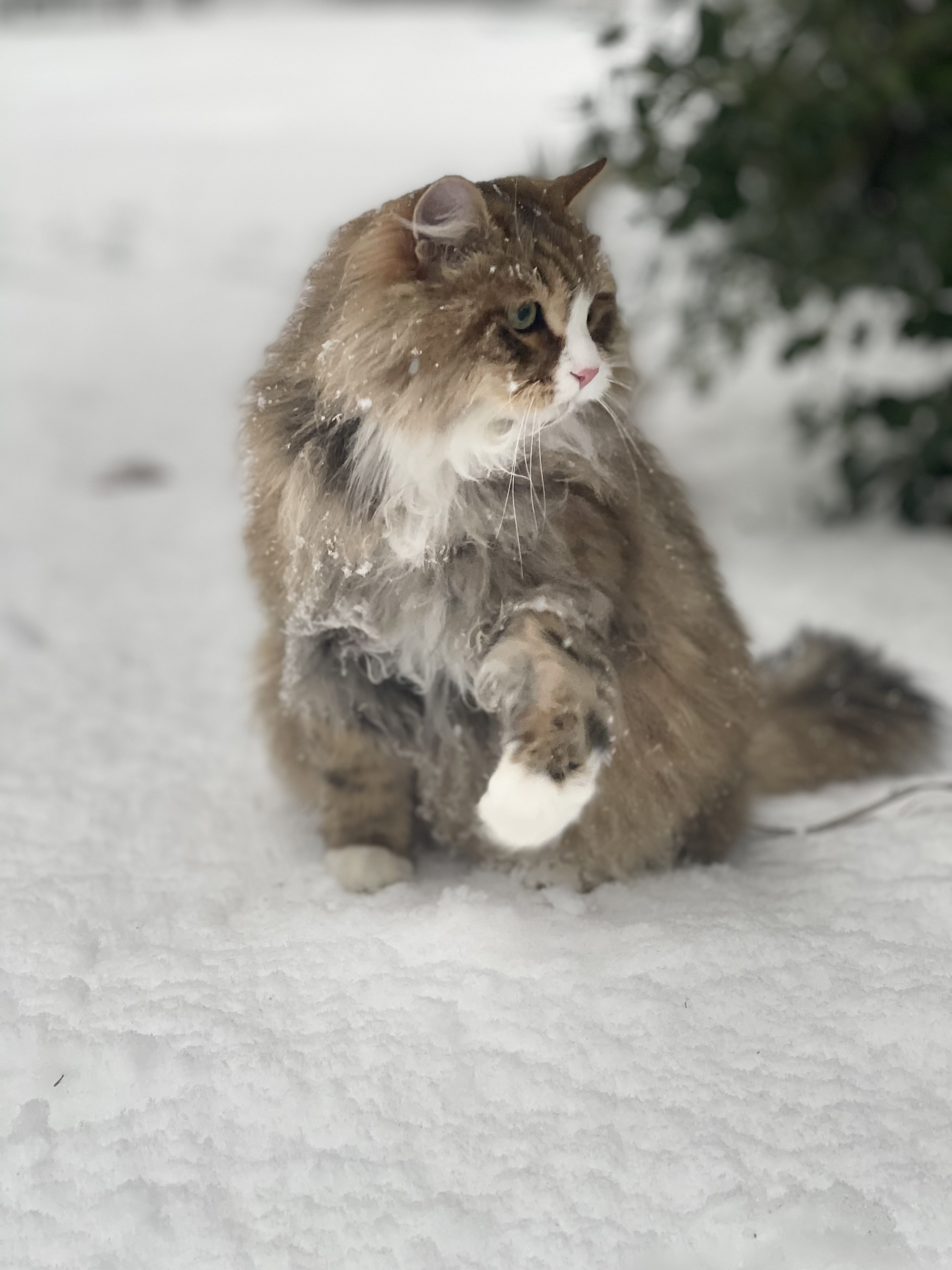
Zwarte cyper en witte kat in wintervacht in de sneeuw
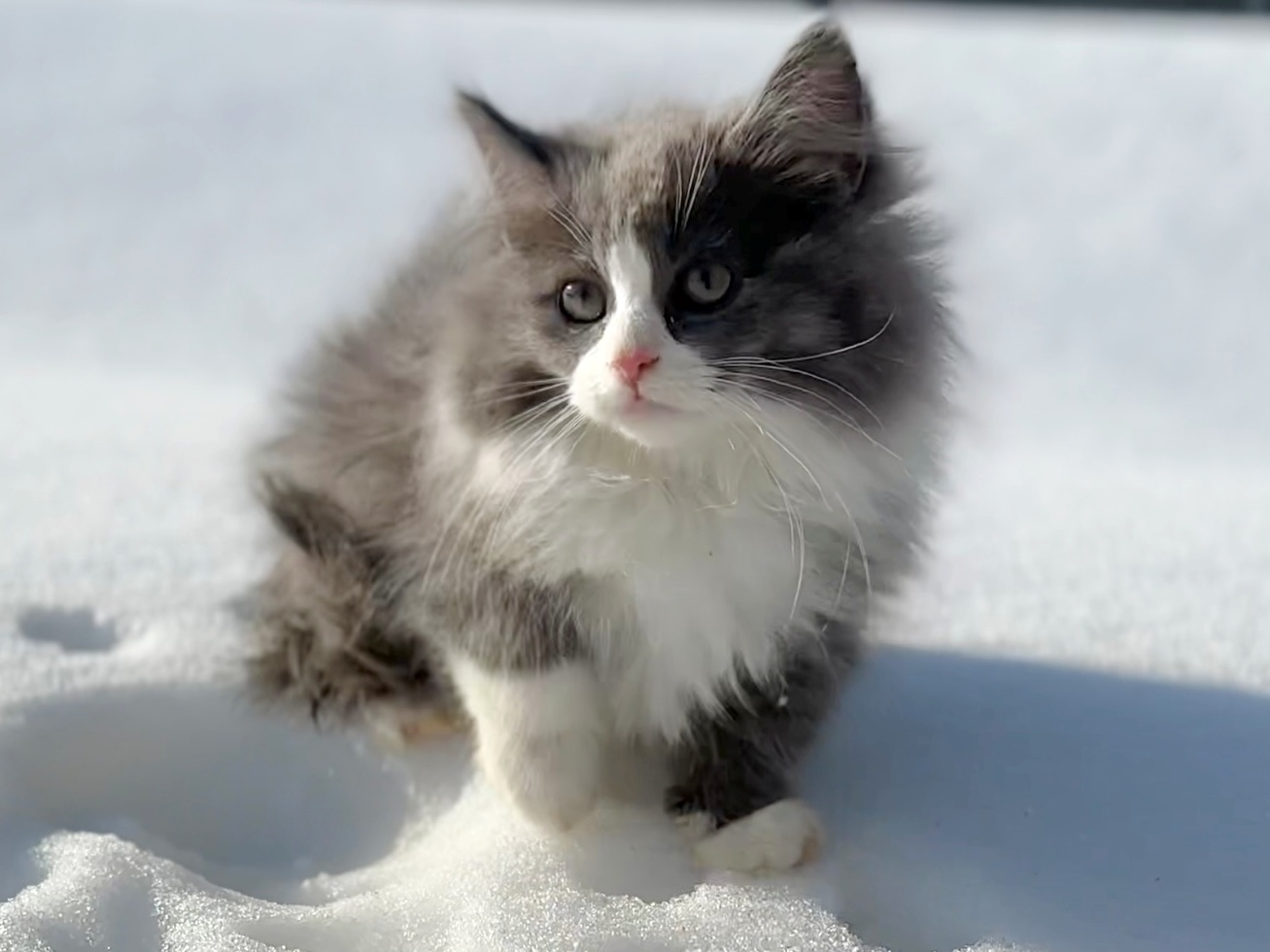
3 maanden oude blauw en witte kitten in de sneeuw
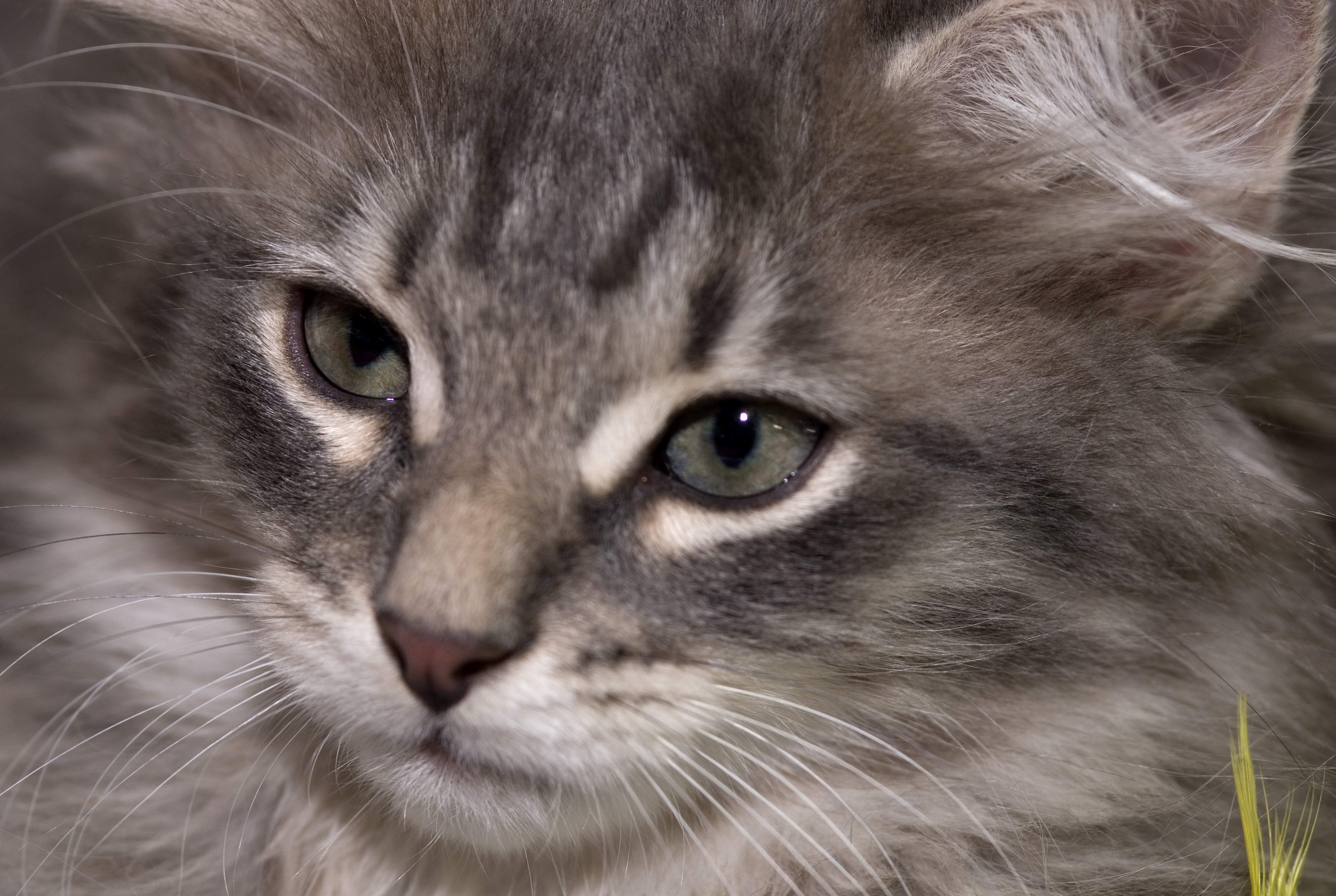
10 weken oude blauwe cyper kitten
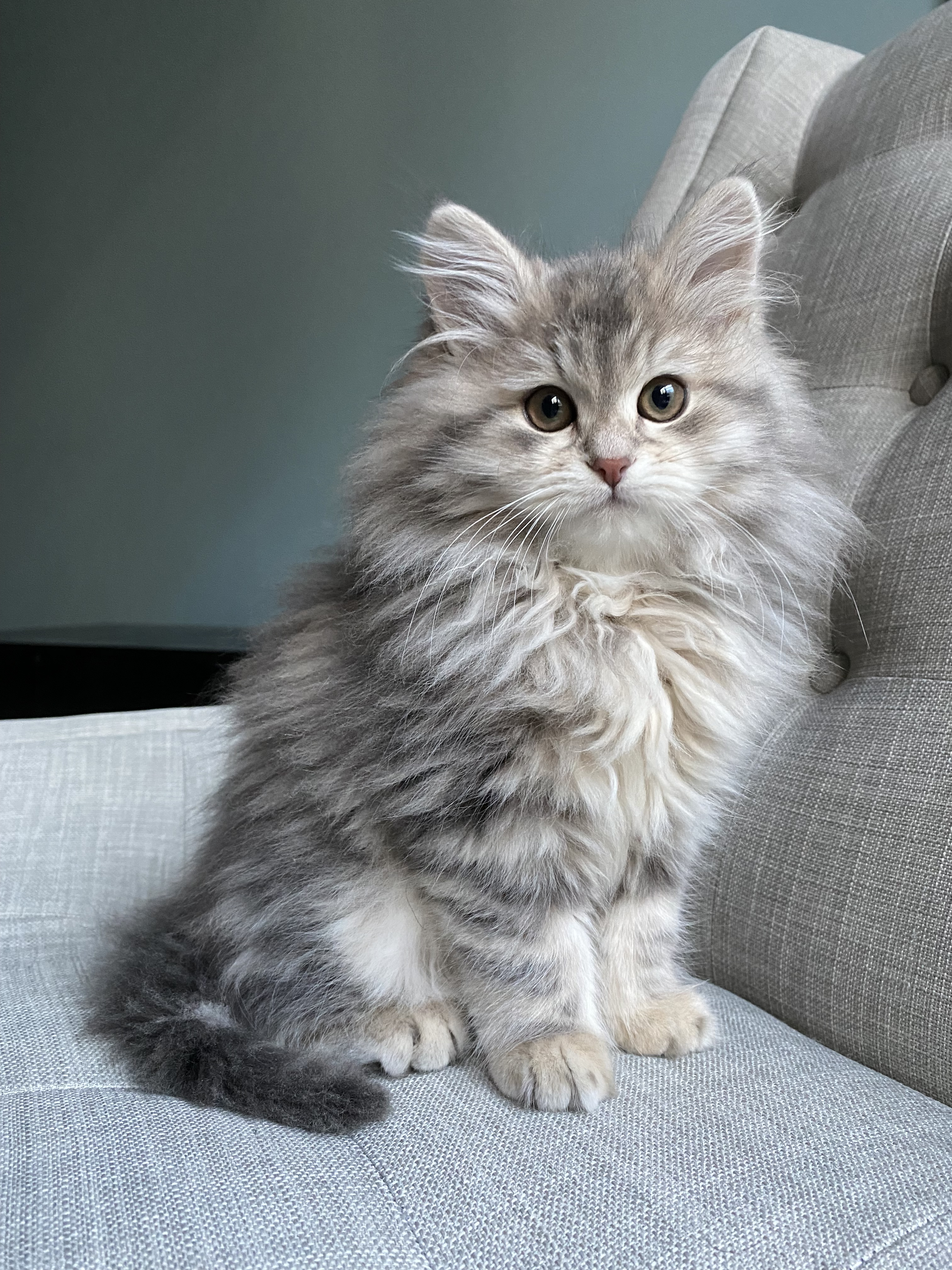
3 maanden oude blauw schildpad poesje
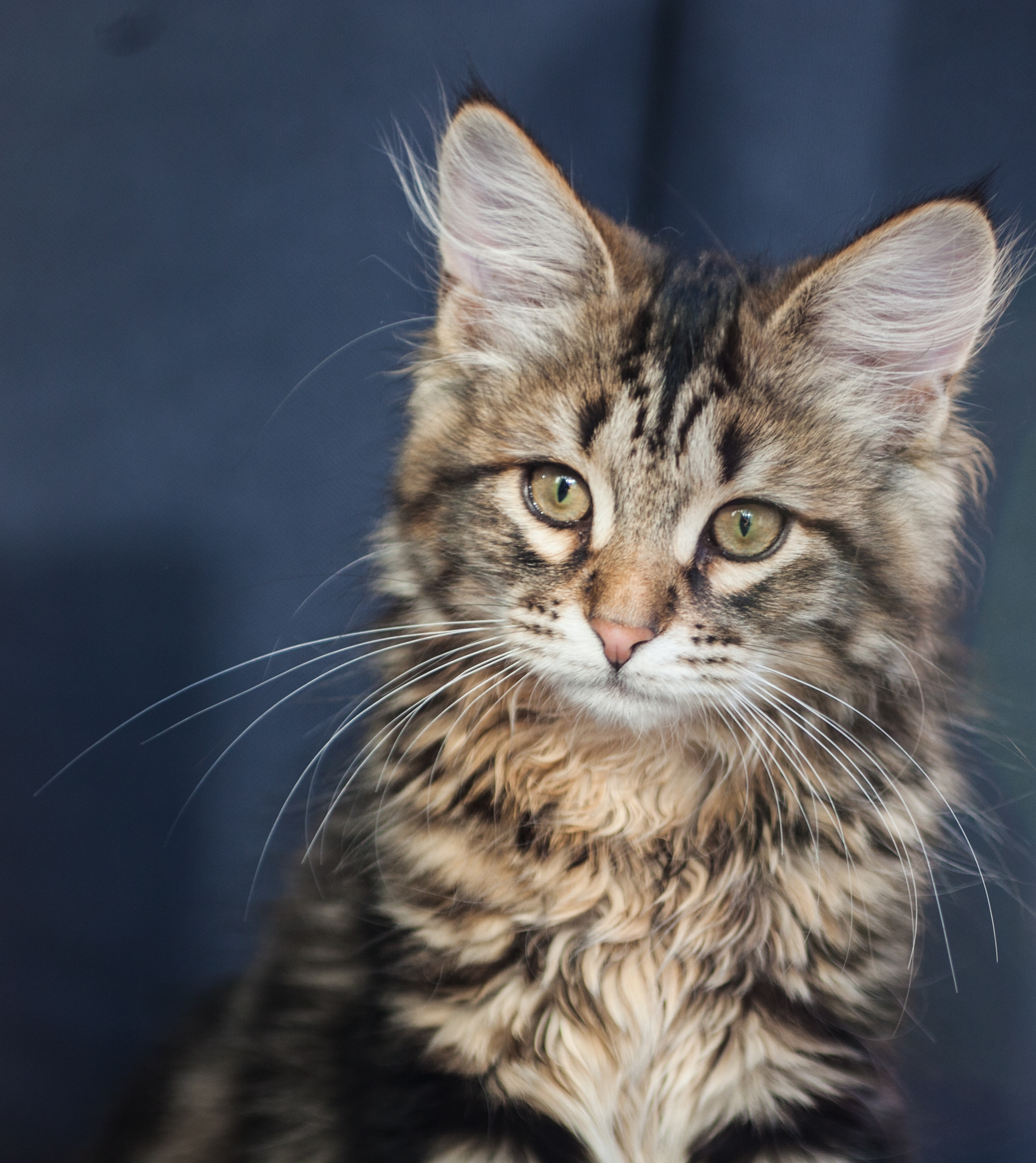
3 maanden oude zwart klassieke cyper katertje
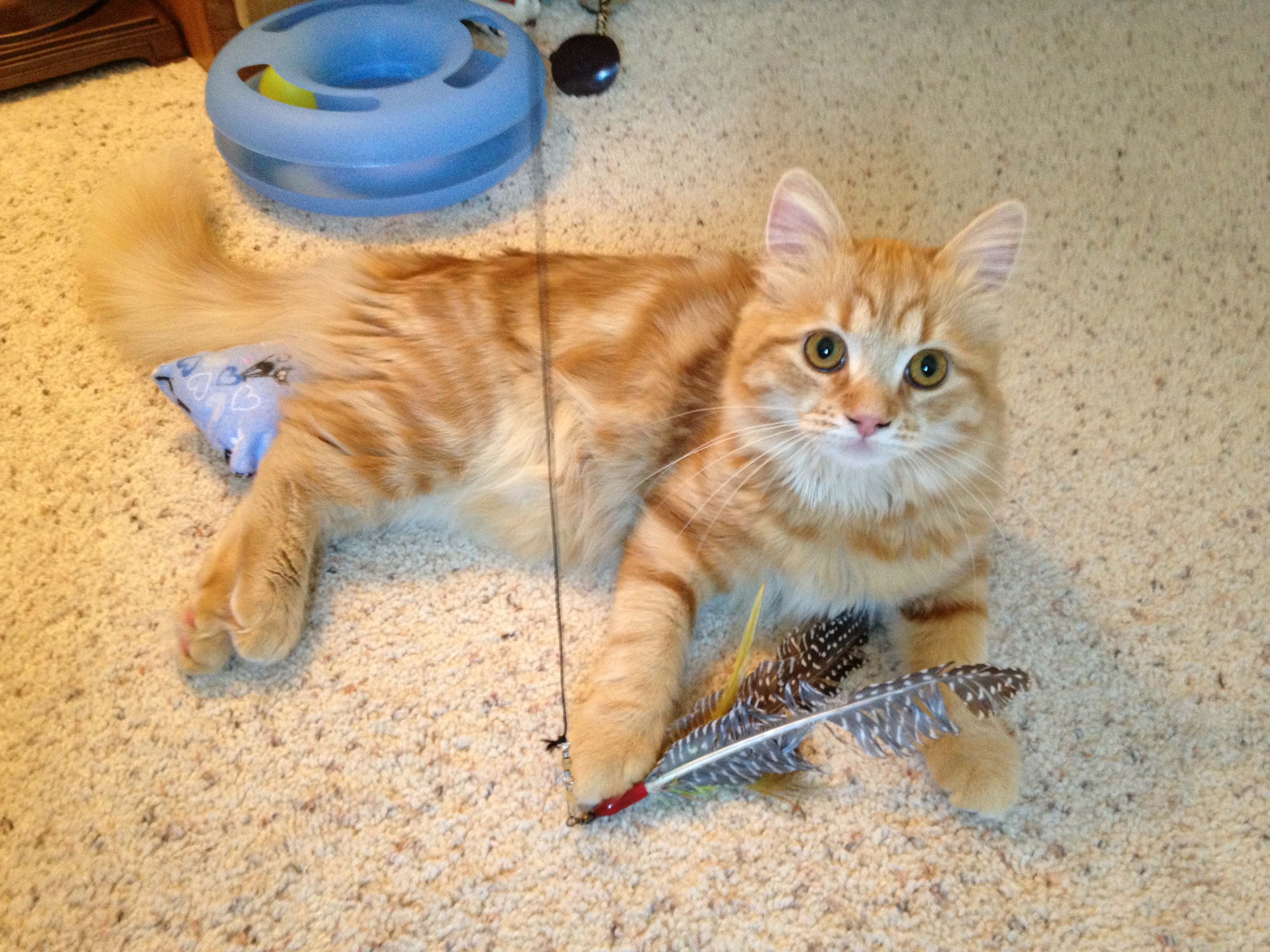
6 maanden oude rode klassieke cyper katertje
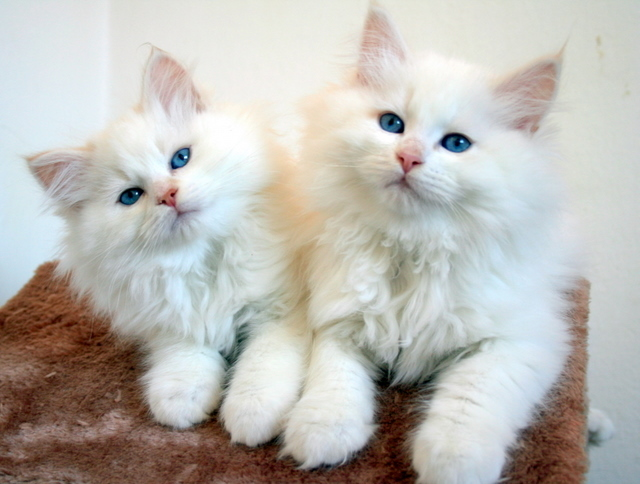
Twee witte kittens
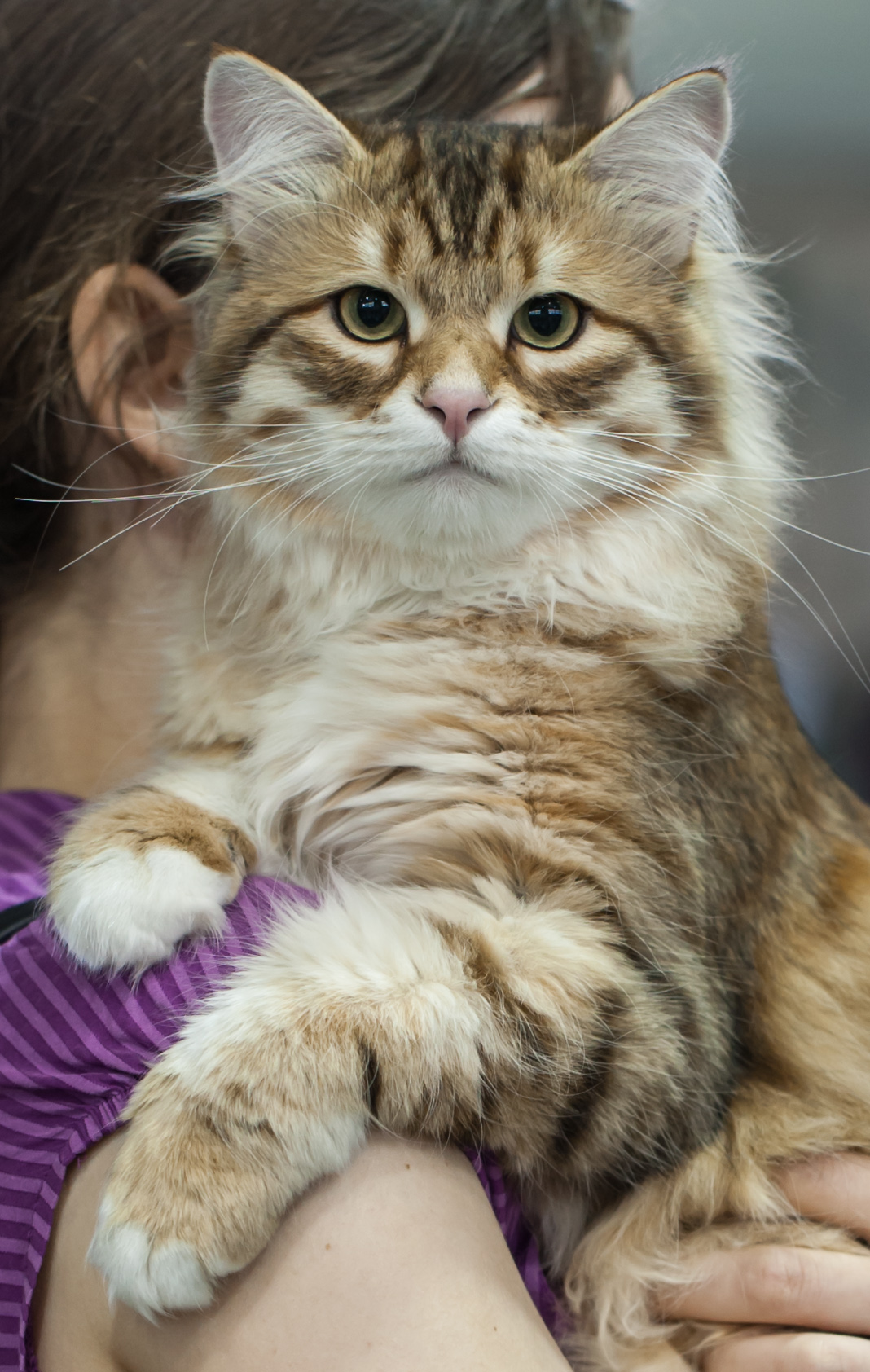
Sunshine gevlekte cyper en wit katertje